# Konvaljerost
Konvaljerost (Puccinia sessilis) är en svampart som beskrevs av J. Schröt. 1870. Puccinia sessilis ingår i släktet Puccinia och familjen Pucciniaceae.   Inga underarter finns listade i Catalogue of Life.
I den svenska databasen Dyntaxa används istället namnet Puccinia linearis för samma taxon.  Arten är reproducerande i Sverige.

## Källor

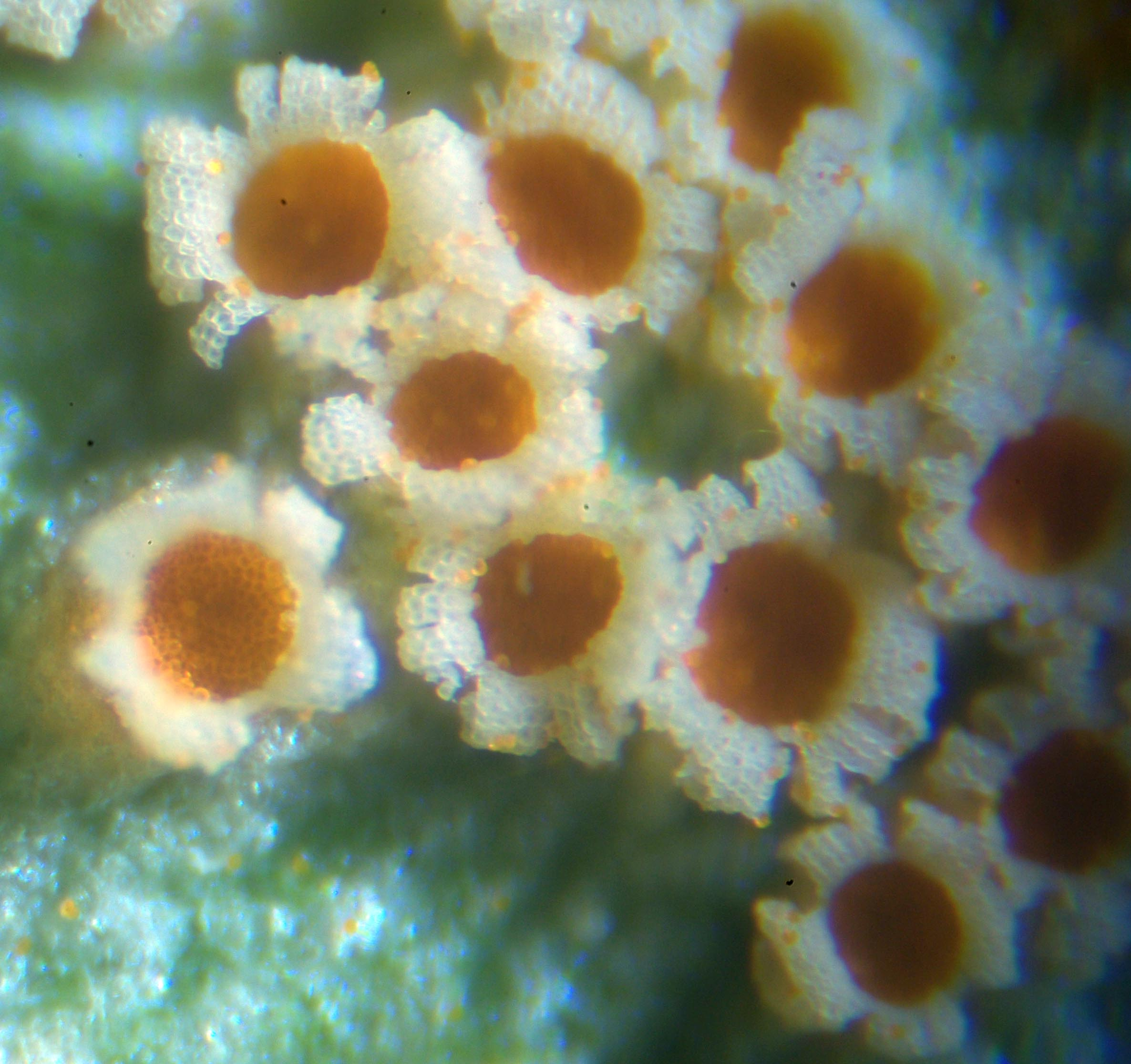